# Muhabbetiella parkeri
Muhabbetiella parkeri är en tvåvingeart som först beskrevs av Allen L.Norrbom 1994.  Muhabbetiella parkeri ingår i släktet Muhabbetiella och familjen borrflugor.
Artens utbredningsområde är Costa Rica. Inga underarter finns listade i Catalogue of Life.